# Back to the Earth
Back to the Earth, Live in New York is het tweede livealbum van Isao Tomita. Het bevat een gedeeltelijke registratie van het concert dat de Japanner gaf tijdens de festiviteiten rondom het 100-jarig bestaan van het Vrijheidsbeeld van New York. Het concert vond plaats op de oevers van de Hudson River. Tomita zat net als bij zijn vorige opname voor The Mind of the Universe op een piramidevormig podium en regisseerde alles vanuit zijn computerconsole en synthesizers. Daarbij was het overgrote deel van de muziek al opgenomen. Er waren circa 100.000 toeschouwers.
De titel heeft betrekking op het inzicht dat men toen had in ruimtereizen. Tomita had bij zijn vorig album de geschiedenis van de wereld aangegeven, van oerknal tot de moderne geschiedenis en vervolgens verder de ruimtevaart in. Dit album sluit daar op aan. De mens is verspreid over het heelal om nog steeds de beste leefplaats te zoeken als men een prachtige planeet vindt; het blijkt de “vergeten” aarde te zijn.  
Luisteraars van de compact disc horen meer dan de toeschouwers destijds; het geluidssysteem viel tijdens Rhapsody in Blue uit, daarna was het hersteld. 

## Musici
- Isao Tomita – synthesizers
- Lorna Myers – zangstem (3)
- Koor van de Cathedraal van St. John the Divine (3), (11)
- Chen Yin - Chinese luit (7)
- Nikolai Demidenko – piano (10)
- Clamma Dale – sopraan (11)
- Mariko Senju – viool (11);
- Goro Yamagushi – Shakuhachi.

## Tracklist
| Nr. | Titel                                                          | Duur  |
| --- | -------------------------------------------------------------- | ----- |
| 1.  | La Péri (Paul Dukas)                                           | 2:26  |
| 2.  | Three-part invention nr. 2 in c-mineur (Johann Sebastian Bach) | 4;12  |
| 3.  | Symfonie nr. 3 – Deel 5 (Gustav Mahler)                        | 4:10  |
| 4.  | Also sprach Zarathustra – opening (Richard Strauss)            | 1:27  |
| 5.  | The Planets: Mars, Bringer of War (Gustav Holst)               | 4:35  |
| 6.  | Préludes: The engulfed cathedral (Claude Debussy)              | 5:53  |
| 7.  | Chinese War Lord Going Home (Chinese volksmelodie)             | 4;21  |
| 8.  | Tristan und Isolde : Liebestod (Richard Wagner)                | 7:45  |
| 9.  | The Planets: Jupiter, the Bringer of Jollity (Gustav Holst)    | 2:10  |
| 10. | Rhapsody in Blue (George Gerhwin)                              | 12:18 |
| 11. | Symfonie nr. 9- Largo (Antonín Dvorak)                         | 5:31  |
| 12. | Firebird - finale (Igor Stravinski)                            | 2:36  |